# Comunione d'azienda
Con l'espressione comunione d'azienda si identifica lo stato di contitolarità di un'azienda, avente come fine il godimento di beni. Tale fattispecie d'impresa rimarrà tale anche nel caso in cui l'azienda venga affittata a terzi.